# Silas Heap
Silas Heap är far till Septimus Heap och är en fiktiv person skapad av Angie Sage.

## Kuriosa
Silas har bott i Borgen större delen av sitt liv. Han är far eller adoptivfar till ett antal barn, bland andra Nicko, Jenna, Septimus och Simon. Han är med i alla böcker i Septimus Heap-bokserien och är gift med Sarah Heap. I Magi flyttar de ifrån sitt hus i Kringelkroken och flyttar in i Slottet, men  i epilogen till Mörkret flyttar de till "huset med den stora röda dörren" igen.
Silas var nära döden när den mörka domänen drog in över Borgen, men klarade sig.